# Nucli històric de La Figuera
El nucli històric de La Figuera és un conjunt protegit com a bé cultural d'interès local. El nucli de la Figuera se situa a 575 metres d'altitud, dalt de la Roca de la Figuera, contrafort occidental del Montsant. El nucli històric està ubicat a la part nord-est del municipi. Tot indica que a la part més enlairada hi havia hagut un castell, i s'endevina encara alguna evidència de restes d'un antic recinte emmurallat. El nucli, que no ha estat excessivament ben conservat, es compon bàsicament d'habitatges unifamiliars de planta baixa, pis i golfes, de forma general, bastits amb paredat i arrebossats. Els carrers, costeruts, s'adapten a l'orografia del turó, i el punt més àlgid del conjunt el constitueix l'església de Sant Martí. Sembla que l'indret ja existia en època de la dominació àrab, i era conegut amb el nom de Gibolhoder. Fou conquerit el 1148 per Ramon Berenguer IV i hauria format part de la Baronia de Cabassers, que compartiren els bisbes de Tortosa i els ducs de Cardona. Rebé carta de població el 1182. Al punt més alt hi hauria hagut un castell.
D’aquest passat n’han quedat vestigis a la toponímia. Per una part, la llegenda diu que antigament hi havia una gran figuera que servia per aixoplugar ramats, arbre que es conservà quan es construí el castell segles més tard. És sobre aquest castell on s’hi edificà al segle xviii l'església de Sant Martí.
Així doncs, alguns dels noms dels carrers de La Figuera recorden l'estructura emmurallada del municipi: el carrer de la Muralla, el carrer del Portalet, el Portal (la plaça de l'estrella), el del mur (actual carrer Priorat), el castell (carrer de l'església)… A dia d’avui no es poden identificar restes d’aquests elements, però algunes cases conserven pedres que en formaven part.
En els parlars dels avis i àvies encara hom pot escoltar la paraula "castell" per referir-se a la part més alta del poble, que ara ocupa l'església. Igualment, hom fa referència al "portal" o "portalet" en determinats llocs del poble, tot denotant que en aquest punt antigament hi havia hagut un portal per accedir a la zona emmurallada del poble. D'aquesta muralla ja no en queda actualment res, tan sols la toponímia del carrer de "La Muralla".